# Mun Chung-sik
Mun Chung-sik – południowokoreański zapaśnik w stylu klasycznym. Złoto na igrzyskach azjatyckich w 1990.